# Claudia Franco
Claudia María Franco Solana (* 21. Juli 1975 in Madrid) ist eine ehemalige spanische Schwimmerin. Sie gewann bei Europameisterschaften eine Bronzemedaille.

## Sportliche Karriere
Claudia Franco schwamm wie ihre Schwester Bárbara für den Real Canoe NC in Madrid.
1991 bei den Mittelmeerspielen in Athen wurde Claudia Franco Vierte über 50 Meter Freistil. Über 100 Meter Freistil erkämpfte sie die Bronzemedaille hinter Senda Gharbi aus Tunesien und Sophie Kamoun aus Frankreich. Die 4-mal-100-Meter-Freistilstaffel mit Claudia Franco, Esther Martinez, Amala Carbayo und Natalia Pulido wurde Zweite hinter den Französinnen. Die 4-mal-100-Meter-Lagenstaffel mit Nuria Castelló, Rocío Ruiz sowie den Schwestern Bárbara und Claudia Franco erkämpfte Silber hinter den Italienerinnen. Bei den Olympischen Spielen 1992 in Barcelona schied Claudia Franco auf den beiden kurzen Freistildistanzen im Vorlauf aus. Die Lagenstaffel mit Nuria Castelló, Rocío Ruiz, María Peláez und Claudia Franco schwamm die 13. Vorlaufzeit von 17 Staffeln.
Ein Jahr später bei den Mittelmeerspielen 1993 in Languedoc-Roussillon wurde Claudia Franco sowohl über 50 Meter als auch über 100 Meter Freistil Fünfte. 1994 erreichte Claudia Franco bei den Weltmeisterschaften in Rom weder auf ihren beiden Freistilsprintstrecken noch mit der Lagenstaffel das Finale. 1995 bei den Europameisterschaften in Wien erschwamm Franco den vierten Platz über 100 Meter Freistil und den sechsten Platz über 50 Meter Freistil. In der Lagenstaffel erkämpften María Tato, María Olay, María Peláez und Claudia Franco die Bronzemedaille hinter den Deutschen und den Ungarinnen und vor den Italienerinnen. Bei den Olympischen Spielen 1996 in Atlanta schied Franco über 100 Meter Freistil sowie mit beiden Staffeln im Vorlauf aus. Über 50 Meter Freistil wurde sie Dritte im B-Finale und damit Elfte der Gesamtwertung.
1997 bei den Mittelmeerspielen in Bari wurde Franco Dritte über 50 Meter Freistil hinter der Ägypterin Rania Elwani und der Slowenin Metka Sparavec. Über 100 Meter Freistil siegte Elwani vor Franco. Die spanische 4-mal-100-Meter-Freistilstaffel mit Blanca Ceron, Fatima Madrid, Ana Belén Palomo und Claudia Franco gewann den Titel mit fast einer Sekunde Vorsprung vor den Italienerinnen. In der Lagenstaffel siegten die Italienerinnen mit über drei Sekunden Vorsprung vor María Tato, Rosario Zazo, María Peláez und Claudia Franco. Anfang 1998 fanden die Weltmeisterschaften in Perth statt. Claudia Franco wurde im B-Finale über 50 Meter Freistil Sechste.